# 罗威娜·韦伯斯特
罗威娜·韦伯斯特（英語：Rowena Webster，1987年12月27日—），出生於維多利亞州的墨尔本，澳大利亞女子水球运动员，亦為澳大利亞國家女子水球隊成員。

## 簡歷
罗威娜·韦伯斯特12歲時開始參與水球運動，曾代表國家少年隊贏得2007年世界少年水球錦標賽冠軍。
2012年，罗威娜·韦伯斯特代表澳大利亞參加英國倫敦舉行的奥林匹克运动会女子水球比賽，在铜牌争夺赛中力克匈牙利队，贏得銅牌。

## 個人生活
罗威娜·韦伯斯特的胞姊拉里萨.韦伯斯特（Larissa Webster）同是水球運動員，姊妹二人現同時效力 Richmond Tigers。